# 渡辺清 (野球)
渡辺 清（わたなべ きよし、1932年11月30日 - ）は、福岡県出身の元プロ野球選手（外野手）。

## 来歴・人物

### プロ入り前
福岡県立戸畑高等学校への在学中は投手で、エースとして活躍するが、甲子園球場での全国大会と縁がなかった。
高校からの卒業後に専修大学へ進学すると、3年生から外野手に転向。在学中には、東都大学野球リーグで4回の優勝を経験した。4年時の1954年、第3回大学選手権の準決勝で明大の「五人衆」（秋山登と土井淳のバッテリー、岩岡保宏、黒木弘重、沖山光利）を擁する明治大学に敗れた。硬式野球部の同期生に岡本健一郎と片山嘉視がいて、1955年に3人揃って阪急ブレーブスへ入団した。

### プロ入り後
入団1年目の1955年から、レギュラー外野手としてパシフィック・リーグ公式戦132試合に出場するとともに、リーグの最終規定打席へ到達。この年にはリーグ5位の打率.303を記録したが、リーグの新人王争いでは、打率.298ながらそれ以外の主要打撃部門で当時の高卒新人選手記録を更新した榎本喜八（早稲田実業学校高等部→毎日オリオンズ）の後塵を拝している。その一方で、翌1956年から2年連続でランニング本塁打をマーク。1957年7月19日の近鉄パールス戦（大阪球場）では、第2打席で日本プロ野球公式戦通算10000号本塁打を放ったほか、延長13回ながらサイクルヒットを達成している。
1958年に目を痛めてからは、公式戦への出場機会が減少。1960年に、上記の「五人衆」がいる大洋ホエールズへ移籍した。移籍1年目で、中堅手としてレギュラーに定着。通算打率は.212と低く、セントラル・リーグの最終規定打席にも到達しなかったものの、チーム初のリーグ優勝に貢献した。さらに、榎本が打線の中軸を担っていた大毎オリオンズとの日本シリーズで11打数4安打をマーク。第4戦で決勝のホームを踏んだことによって、チームは4戦全勝で日本シリーズを制覇した。翌1961年限りで現役を引退。

## 詳細情報

### 年度別打撃成績
| 年 度     | 球 団     | 試 合 | 打 席 | 打 数 | 得 点 | 安 打 | 二 塁 打 | 三 塁 打 | 本 塁 打 | 塁 打 | 打 点 | 盗 塁 | 盗 塁 死 | 犠 打 | 犠 飛 | 四 球 | 敬 遠 | 死 球 | 三 振 | 併 殺 打 | 打 率 | 出 塁 率 | 長 打 率 | O P S |
| --------- | --------- | ----- | ----- | ----- | ----- | ----- | -------- | -------- | -------- | ----- | ----- | ----- | -------- | ----- | ----- | ----- | ----- | ----- | ----- | -------- | ----- | -------- | -------- | ----- |
| 1955      | 阪急      | 132   | 473   | 413   | 63    | 125   | 22       | 11       | 2        | 175   | 54    | 33    | 18       | 21    | 3     | 33    | 0     | 3     | 60    | 9        | .303  | .359     | .424     | .782  |
| 1956      | 阪急      | 136   | 485   | 427   | 50    | 106   | 18       | 7        | 3        | 147   | 56    | 34    | 12       | 16    | 5     | 36    | 0     | 1     | 73    | 5        | .248  | .308     | .344     | .652  |
| 1957      | 阪急      | 125   | 457   | 399   | 48    | 99    | 12       | 4        | 9        | 146   | 52    | 42    | 18       | 5     | 5     | 46    | 0     | 2     | 70    | 16       | .248  | .329     | .366     | .695  |
| 1958      | 阪急      | 93    | 292   | 259   | 21    | 65    | 7        | 2        | 1        | 79    | 19    | 17    | 6        | 2     | 1     | 28    | 2     | 2     | 58    | 1        | .251  | .329     | .305     | .634  |
| 1959      | 阪急      | 69    | 140   | 122   | 10    | 19    | 3        | 1        | 1        | 27    | 6     | 4     | 3        | 2     | 0     | 14    | 0     | 2     | 28    | 2        | .156  | .254     | .221     | .475  |
| 1960      | 大洋      | 120   | 315   | 274   | 30    | 58    | 10       | 1        | 3        | 79    | 13    | 12    | 9        | 8     | 0     | 32    | 0     | 1     | 72    | 7        | .212  | .296     | .288     | .585  |
| 1961      | 大洋      | 54    | 36    | 29    | 2     | 4     | 0        | 1        | 0        | 6     | 0     | 0     | 0        | 4     | 0     | 2     | 0     | 1     | 11    | 1        | .138  | .219     | .207     | .426  |
| 通算：7年 | 通算：7年 | 729   | 2198  | 1923  | 224   | 476   | 72       | 27       | 19       | 659   | 200   | 142   | 66       | 58    | 14    | 191   | 2     | 12    | 372   | 41       | .248  | .319     | .343     | .662  |

- 各年度の太字はリーグ最高

### 記録
- サイクルヒット：1回（1957年7月19日、対近鉄パールス戦、大阪球場）※史上14人目

### 背番号
- 23 （1955年 - 1959年）
- 29 （1960年 - 1961年）